# Англиканство
Англиканство или англиканизам је израз који се користи да обухвати доктрину, религиозна веровања, систем, праксу и принципе Цркве Енглеске и других англиканских цркава. Израз у свом најширем смислу обухвата оне који су прихватили дела Енглеске реформације отелотворене у Цркви Енглеске и засебним црквама у другим земљама које се придржавају, бар у великој мери, њених доктрина, њене организације и литургије. Ово је један од највећих огранака хришћанства, са преко 85 милиона присталица широм света.
Највише англиканаца има у Енглеској која броји 26 милиона чланова, док су у Африци, већином у старим енглеским колонијама англиканци достигли број од 36 милиона.
Надбискуп од Кантерберија, примат целе Енглеске, признат је као „први међу једнакима“ (латински: primus inter pares). Надбискуп не користи своју позицију употребљавајући свој ауторитет, већ служи као симбол јединства у Англиканској заједници. Свака национална или регионална црква је потпуно независна, задржавајући сопствени законодавни процес и епископски систем под вођством локалних примата.
Реч англиканизам настала је од средњовековног латинског ecclesia anglicana, што је израз се појавио најкасније 1246, и значи 'Енглеска црква'.
Ова грана хришћанства се по ставовима налази између протестантизма и католицизма. Црквена служба је слична католичкој, али је кроз историју ова Црква била блиско повезана са Протестантском реформацијом. 
За разлику од других протестантских Цркава, а слично католичкој и православној, англиканци сматрају да њихов црквени ауторитет потиче наслеђем од првих следбеника Исуса Христа. 
Као извор црквеног ауторитета англиканци признају Библију, неке црквене списе, црквену традицију и здрав резон. Међу ова 3 извора, примат се даје Библији. До спасења се по њима стиже кроз Божију милост, а она је достижна за оне који верују. 